# Roda Verheyen
Roda Verheyen (* 15. August 1972 in Düsseldorf) ist eine deutsche Rechtsanwältin und Richterin des Hamburgischen Verfassungsgerichts.

## Leben
Verheyen wuchs in Hamburg als Tochter einer Lehrerin und eines Managers auf.

## Beruflicher Werdegang
Roda Verheyen studierte Rechtswissenschaften in Hamburg, Oslo und London. Von 1998 bis 2001 engagierte sie sich bei der internationalen Klimakampagne von Friends of the Earth International. Von 2001 bis 2006 war sie selbstständige Beraterin, u. a. für die Gesellschaft für technische Zusammenarbeit, das Bundesumweltministerium, Friends of the Earth, die Foundation for International Environmental Law and Development (FIELD, London) und Germanwatch. Zudem war sie Mitglied der deutschen Delegation zur Klima-Rahmenkonvention. 2002 gründete sie mit Peter Roderick das internationale Netzwerk Climate Justice Programme. 2005 wurde Verheyen mit ihrer Arbeit  „Climate Change Damage in International Law“ zum Dr. jur. promoviert. Für ihre Arbeit wurde sie mit dem Umweltpreis für hervorragende Leistung vom Förderverein für umweltrechtliche Studien ausgezeichnet. Seit 2006 ist Verheyen als Rechtsanwältin mit Schwerpunkt im Umweltrecht, Planungsrecht, Öffentlichen Baurecht und Völkerrecht sowie in der Politischen Beratung tätig. Roda Verheyen ist Gründungsmitglied und Vorstandsmitglied des 2019 gegründeten Vereins „Verein Green Legal Impact Germany“ (GLI). Am 5. Mai 2021 wurde Verheyen auf Vorschlag der Grünen Fraktion von der Hamburgischen Bürgerschaft für sechs Jahre zum Mitglied des Hamburgischen Verfassungsgerichts  gewählt. im gleichen Jahr wurde Verheyen von den Elektrizitätswerken Schönau als Stromrebellin 2021 ausgezeichnet.

## Bedeutende Verfahren
Verheyen hat sich auf Klagen vor deutschen und internationalen Gerichten spezialisiert, deren Ziel es ist, über das einzelne Verfahren hinaus gesellschaftlichen Wandel zu erreichen. Man spricht hier von strategischer Prozessführung. Zum Teil kommen Menschen, die durch gesellschaftliche Entwicklungen Nachteile erlitten haben, auf sie zu, zum Teil sucht sie aber auch gezielt nach solchen. Häufig arbeitet sie mit Organisationen wie Greenpeace zusammen.
So vertrat Verheyen mehrfach als Prozessbevollmächtigte Beschwerdeführer vor dem Bundesverfassungsgericht. Ihr bislang größter Erfolg war der so genannte Klimabeschluss 2021, welche das Bundes-Klimaschutzgesetz zum Gegenstand hatte. Darin erklärte das Bundesverfassungsgericht § 3 Abs. 1 Satz 2 und § 4 Abs. 1 Satz 3 KSG in Verbindung mit Anlage 2 (zulässige Jahresemissionsmengen) mit den Grundrechten für unvereinbar, soweit eine Regelung über die Fortschreibung der nationalen Minderungsziele für Zeiträume ab dem Jahr 2031 fehlt.
Als Vertreterin des peruanischen Bauern und Bergführers Saúl Luciano Lliuya klagte die Anwältin 2015 vor dem Oberlandesgericht Hamm gegen RWE. 2024 war das Verfahren noch nicht abgeschlossen, ein Ortstermin hat aber 2022 stattgefunden. Verheyen fordert, dass RWE für einen Teil der Kosten für einen Staudamm aufkommt, der den Beschwerdeführer und die Menschen in seiner Region vor einer drohenden Gletscherflut schützen soll.
Verheyen führt auch ein Verfahren vor dem Landgericht Detmold als Vertreterin des Biobauern Ulf Allhoff-Cramer, der von sich aus auf sie zukam. Seit Jahren wird er von den Dürren der vergangenen Jahre und den folgenden Ernteeinbußen und dem Waldsterben geschädigt. Beklagter ist VW, Greenpeace unterstützt die Klage. Klageziel ist, bis spätestens 2030 ein Verbot von Verbrennern zu erreichen. In erster Instanz wurde die Klage 2023 abgewiesen, die Kläger gingen in Berufung.
Zusammen mit Greenpeace reichte Verheyen 2023 beim Europäischen Gerichtshof eine Klage gegen die EU-Kommission ein. Diese hatte 2022 durchgesetzt, dass auch Investitionen in Atomstrom und Gas als nachhaltig gelten.
Im Jahr 2024 reichte Verheyen – unterstützt von fast 50.000 Menschen – eine weitere Klimaklage beim Bundesverfassungsgericht ein, bei der es um die verfassungsrechtliche Prüfung der Novelle des Klimaschutzgesetzes geht, das ihrer Auffassung nach verfassungswidrig ist, sowie um Maßnahmen im Verkehrssektor.

## Schriften (Auswahl)

### Fachbeiträge
- Mit Johannes Franke: Vergesellschaftung im Energiesektor. Verfassungs- und unionsrechtliche Rahmenbedingungen am Beispiel des Stromsektors. Communia, Berlin 2025, online verfügbar (PDF; 4,4 MB).
- Rechtsschutzmöglichkeiten nach § 1 Abs. 1 Nr. 4–6 UmwRG, Thesen Forum Umweltrechtsschutz 2019.
- Mit Dirk Legler: Ein eigener Weg für den Kohleausstieg auf Landesebene: Neue Regelungen im Wärmebereich für Hamburg. In: ZNER Heft 5/2019, Seite 423ff.
- Die Bedeutung des Klimaschutzes bei der Genehmigung von Kohlekraftwerken und bei der Zulassung des Kohleabbaus. In: ZUR 2010, 403
- Standpunkt – Gibt es eine vollziehbare Klimaschutzverantwortung des Einzelnen? In: NJW-aktuell, Heft 36/2009, S. XII.

### Monographien
- Mit Alexandra Endres: Wir alle haben ein Recht auf Zukunft. Eine Ermutigung. dtv, München 2023, ISBN 978-3-423-29019-7.

## Auszeichnungen
- 2005: Umweltpreis für herausragende Doktorarbeit zum globalen Klimawandel (Förderverein für umweltrechtliche Studien e.V., Hamburg)
- 2021: Stromrebell des Jahres[18][19]